# U potoků
U potoků je přírodní rezervace poblíž obce Švábov v okrese Jihlava v nadmořské výšce 570–570 metrů. Oblast spravuje Krajský úřad Kraje Vysočina. Důvodem ochrany je rašelinná louka s prameništi, pestrá vegetace a cenné refugium živočichů.

## Galerie

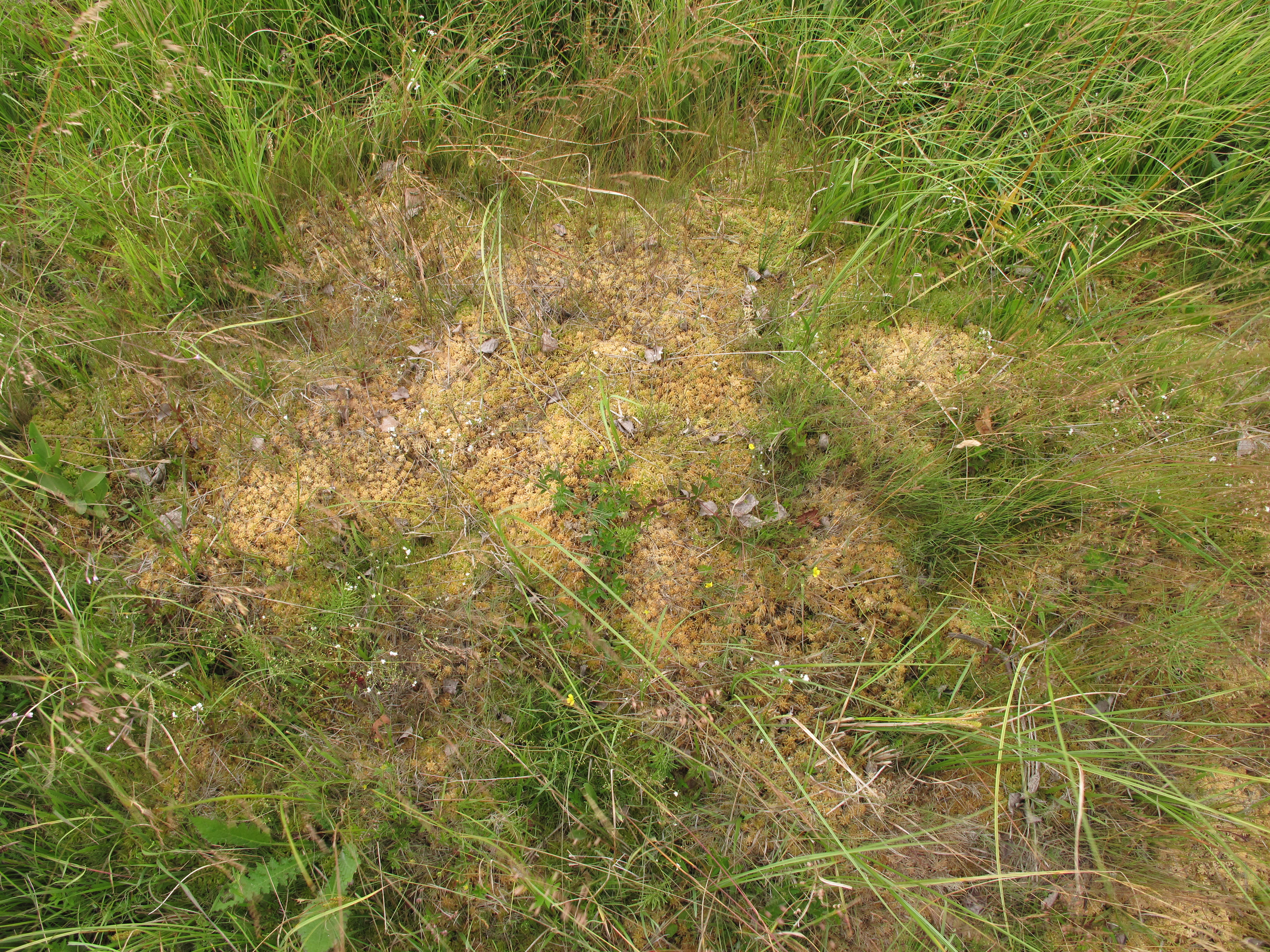
Mech
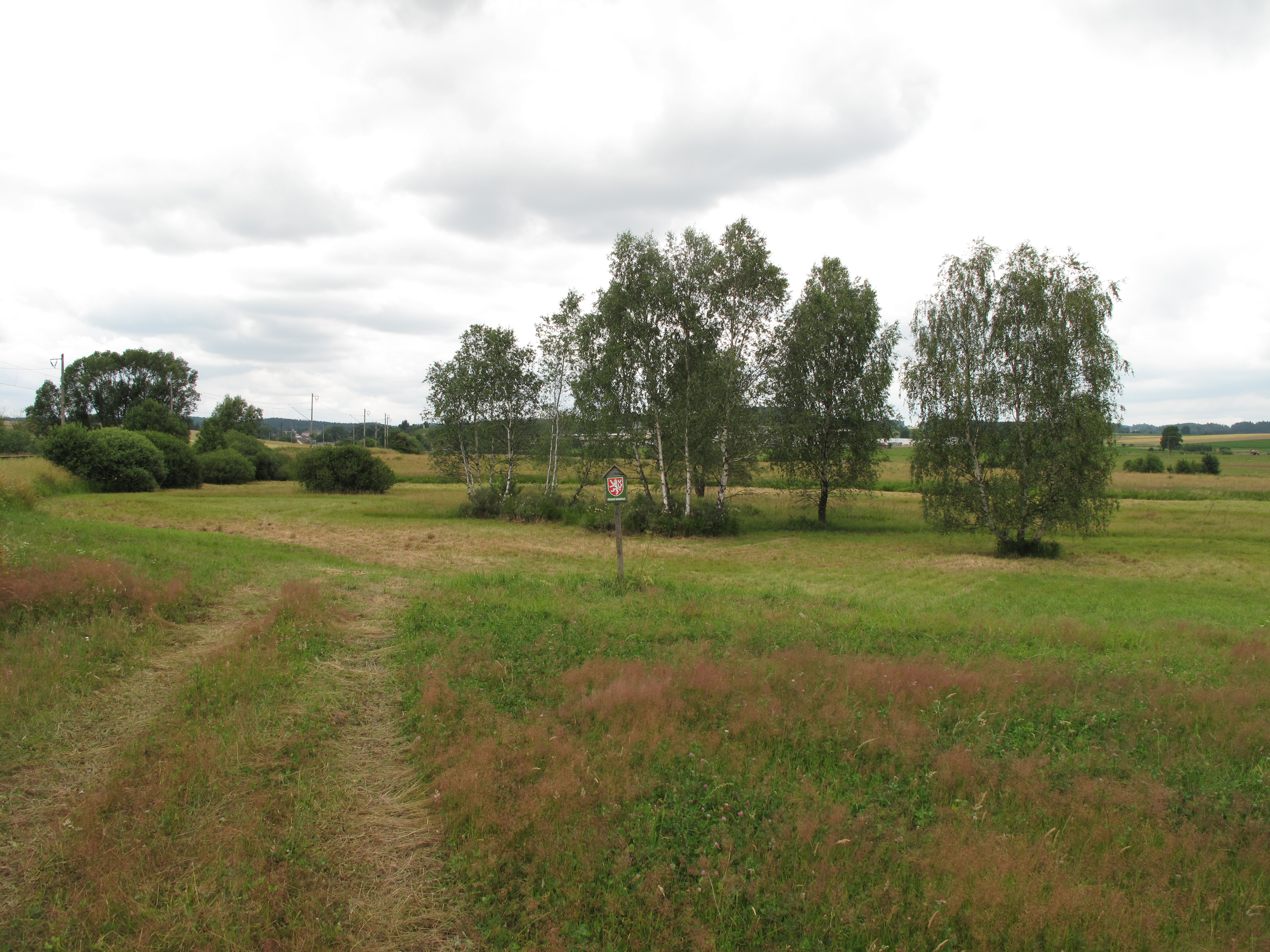
Břízy
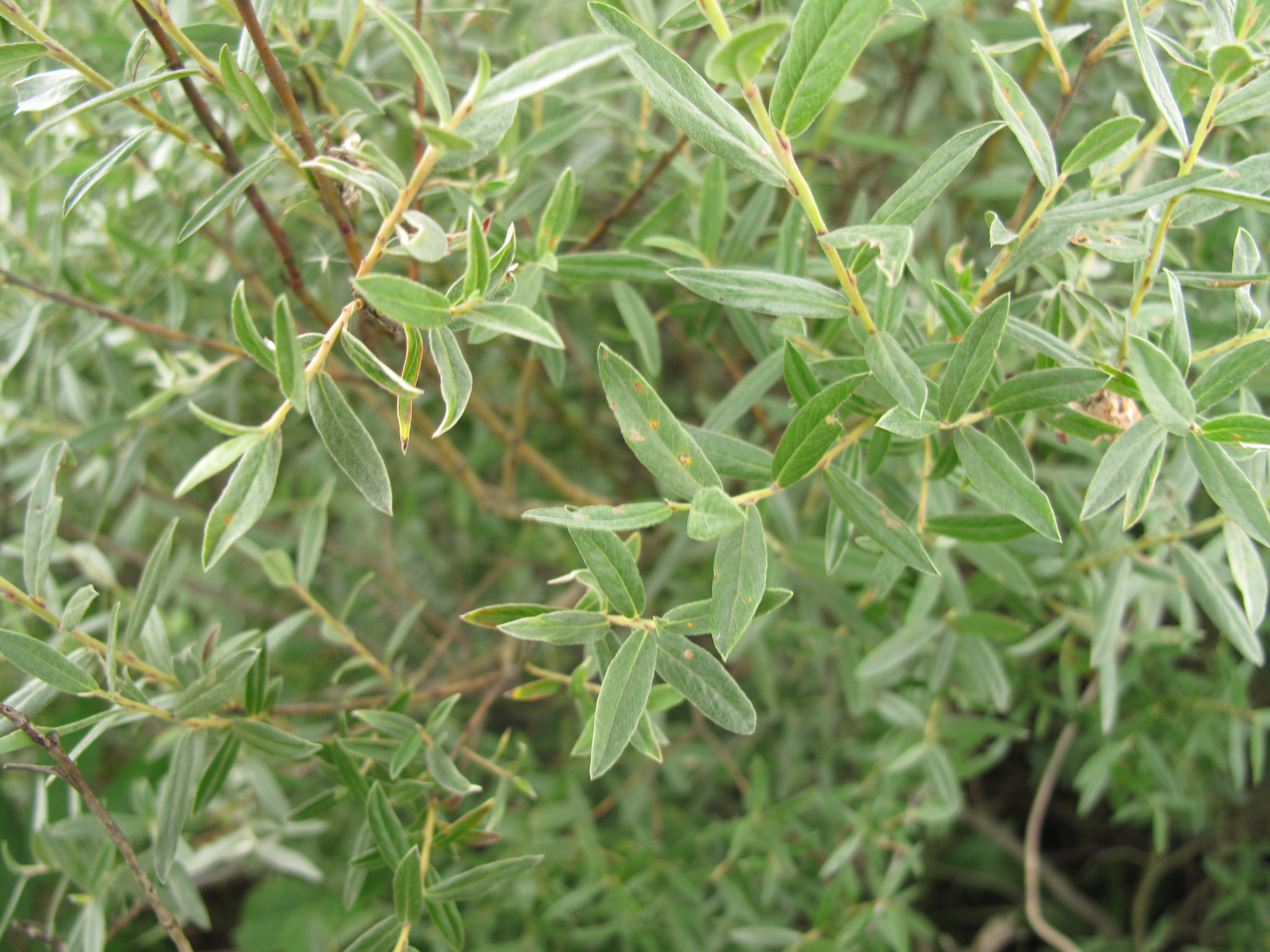
Lístky
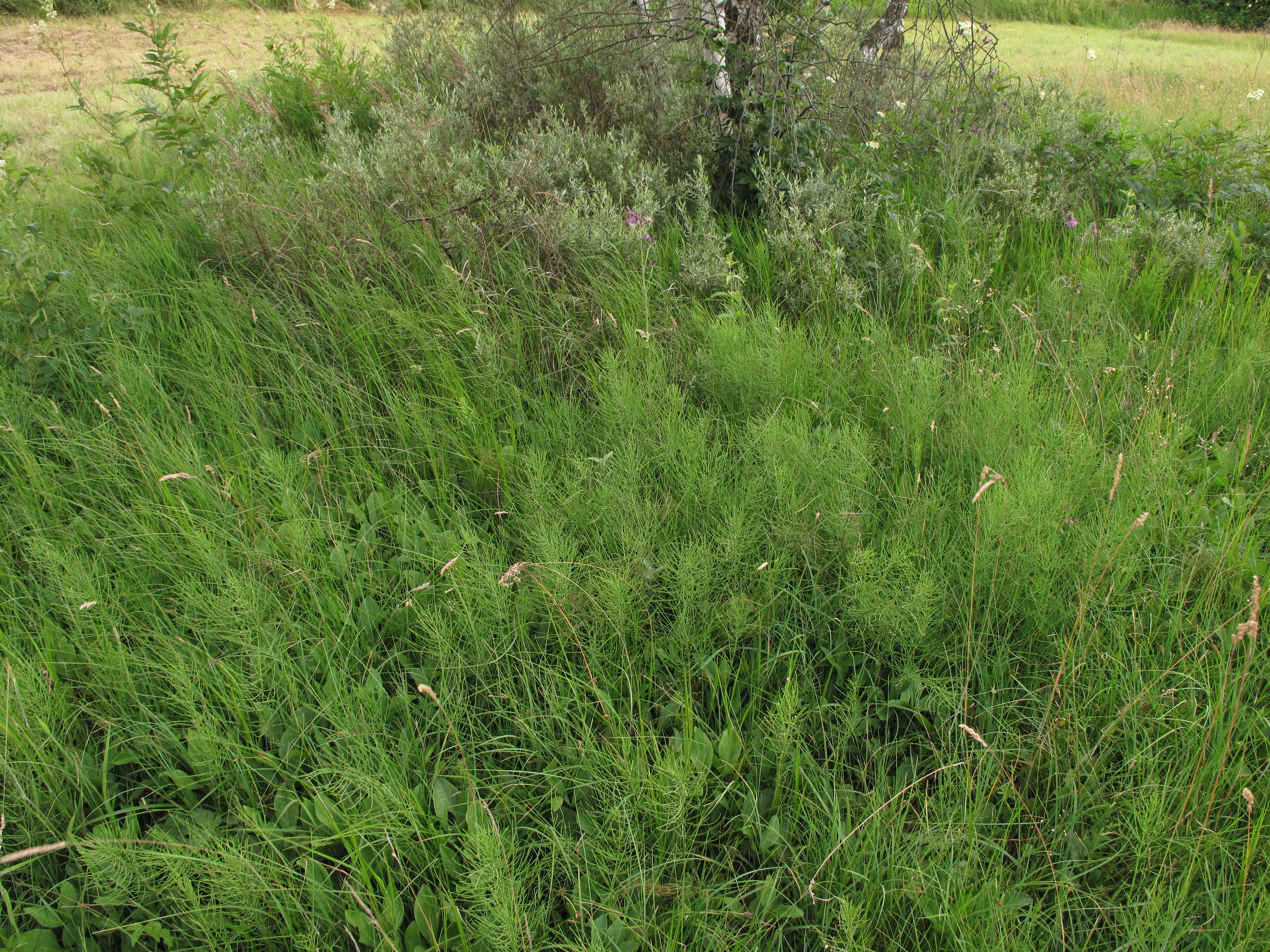
Byliny